# Walter Bowne
Walter Bowne (Flushing, 26 settembre 1770 – Queens, 31 agosto 1846) è stato un politico statunitense, 59° sindaco di New York.